# Bestatter

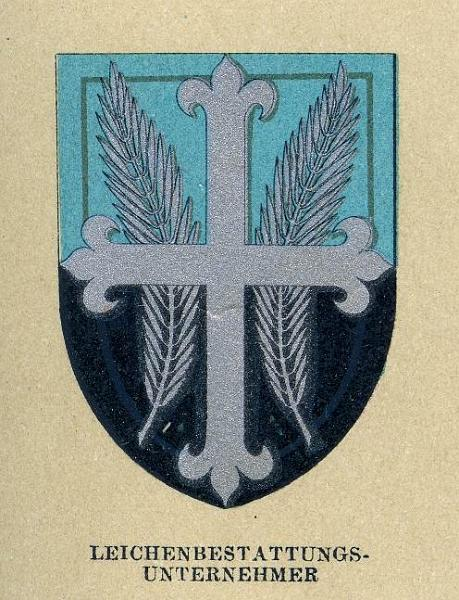
Leichenbestatter-Gewerbewappen aus Wien (um 1900)

Der Bestatter übt den Dienstleistungsberuf aus, einen Verstorbenen auf den Friedhof zu bringen. Das Berufsfeld des Bestatters reicht von der Überführung der Leiche vom Sterbeort, gegebenenfalls auch die Bergung, etwa nach Unfällen, über die hygienische Totenversorgung, kosmetische Behandlung und Einkleidung, Einbettung in einen Sarg bis zum gesamten Arrangement einer Bestattung mit einer kirchlichen oder weltlichen Trauerfeier und der Beisetzung von Sarg oder Urne. Zusätzlich werden die Hinterbliebenen bei Behördenwegen, Überführungen und Erledigungen beraten und unterstützt. Bestatter nehmen heute in einigen Teilen Deutschlands (vor allem Süddeutschland) wieder die Aufgabe des traditionellen Totengräbers wahr.
Wissenschaftlich beschäftigt sich die Thanatologie mit dem Bestattungswesen. In kleineren Orten und auf dem Lande wird das Bestattergewerbe auch noch vom ansässigen Tischler ausgeübt. In den Großstädten ist der Bestatter nicht selten zum ersten Ansprechpartner der vom Tode betroffenen Angehörigen geworden.
Der Bestatter bringt einen Toten an seine Statt, die letzte Stätte auf dem Friedhof. Dies ist eine verhüllende Redeweise für ins Grab legen.
Pompfinebrer (Pompfünebrer; von französisch pompe funebre, Begräbnisprunk), ist die volkstümliche Bezeichnung für die schwarz, früher prunkvoll livrierten Bediensteten von Wiener Leichenbestattungsunternehmen.

## Geschichte
Seit 2003 ist der Beruf des Bestatters in Deutschland ein anerkannter Lehrberuf mit einer Ausbildungsdauer von drei Jahren. Die historische Erforschung seines Berufsfeldes steht noch aus.
Das Bestattungswesen ist in der Antike durch eine Vielzahl arbeitsteiliger Berufe garantiert gewesen. Auch wenn Jesus von Nazaret die Sorge für die Verstorbenen dem Einsatz für das Reich Gottes nachordnet, gehörte das Begraben der Toten in den christlichen Gemeinden bald zu den Werken der Barmherzigkeit. Es war Christenpflicht. Zunehmend bestimmte die Kirche die Bestattungskultur und den liturgischen Ablauf der Begräbnisgottesdienste. Bevorzugte Begräbnisplätze waren die Kirchhöfe direkt um die Kirche, besonders hervorgehobene Grabstellen befanden sich in der Kirche. 

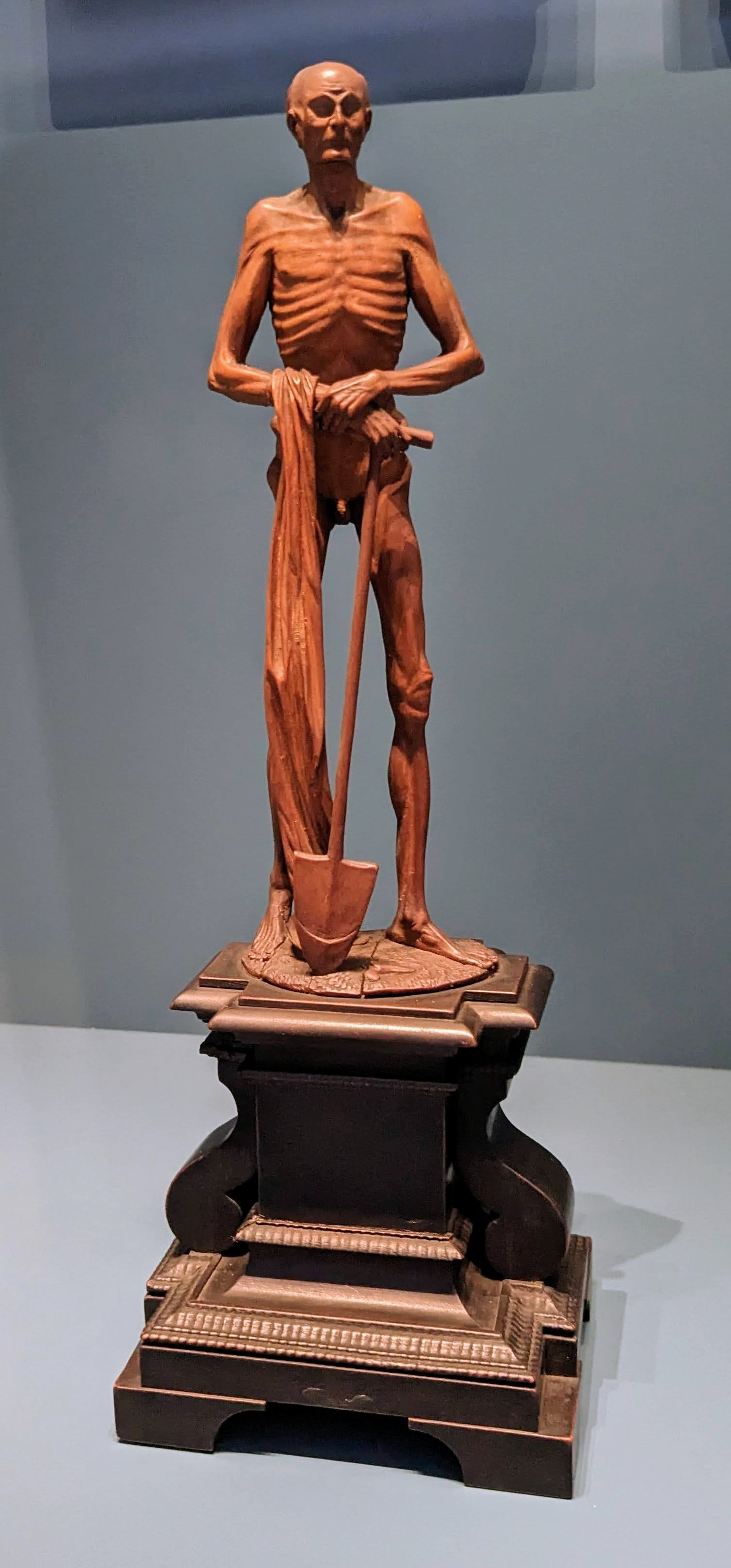
Der Tod als Leichengräber, Statuette (Birnbaumholz, Lindenholz), Norddeutschland um 1680, GNM Nürnberg

Seit der Reformation regelten die Kirchenordnungen der Landeskirchen das Begräbnis, das zu einer Pflicht der Nachbarn und Freunde innerhalb der Ständegesellschaft wurde. Der Protestantismus vollzog mit der Desakralisierung des Friedhofs eine Säkularisierung des Bestattungswesens, das in der Franzosenzeit zu den ersten kommunalen Friedhöfen ohne Konfession führte.
Der heutige Bestatter ist erst seit der Mitte des 19. Jahrhunderts aus dem Handwerk des Tischlers, Gärtners, Fuhrmanns und dem Amt des Leichenbitters hervorgegangen. Diese Berufe sind bei jeder Bestattung noch heute mit dem Sarg, den Kränzen und Blumen, dem Überführungsfahrzeug sowie dem für das Zeremoniell Verantwortlichen präsent. Sie zusammen bilden die Grundlage der Dienstleistung des Bestatters.

## Aufgabenfelder

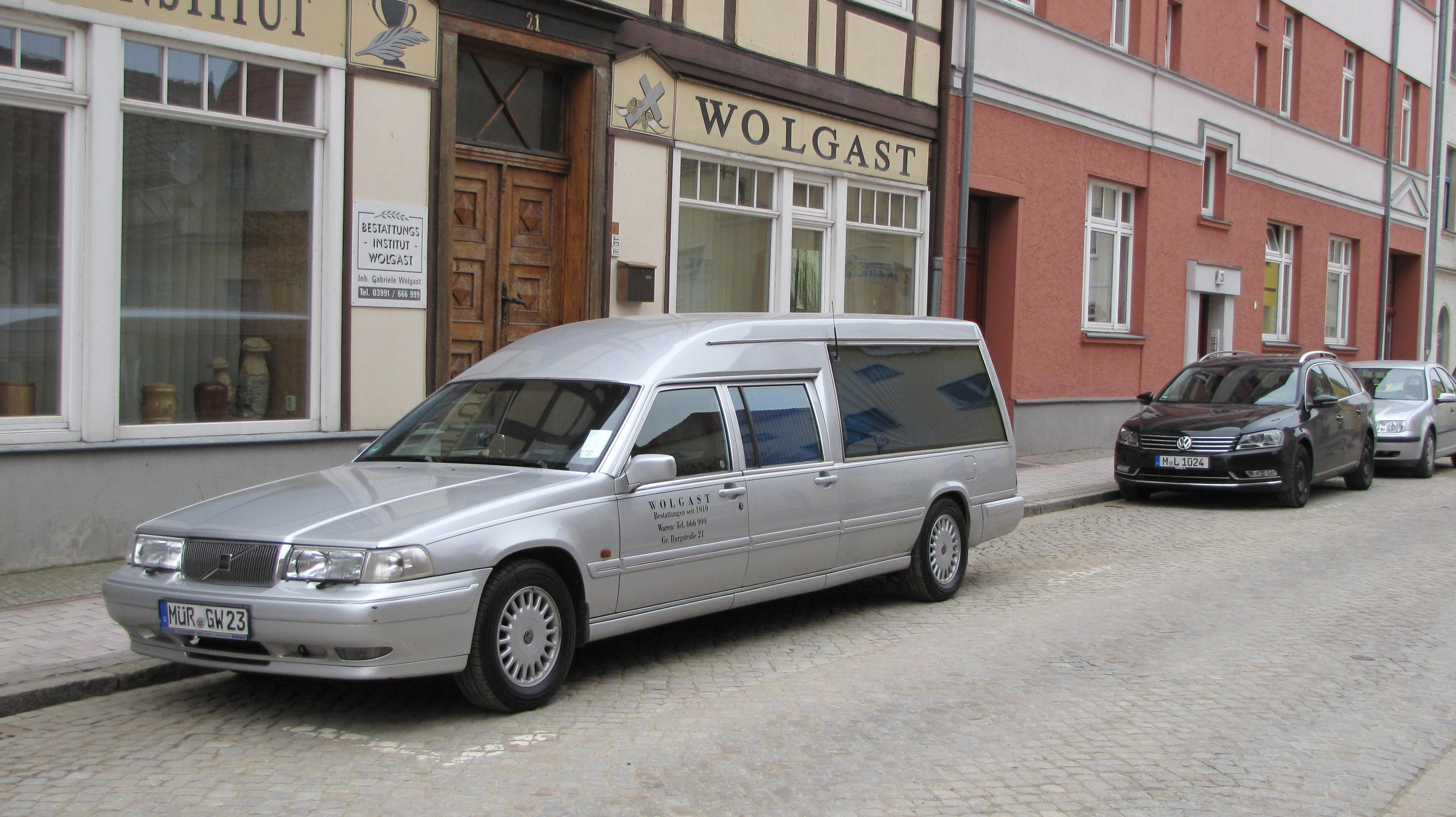
Leichenwagen vor dem Bestattungsinstitut Wolgast in Waren (2013)

Das Aufgabenfeld des Bestatters sind zwei Bestattungsarten, die Erdbestattung (Beerdigung, Begräbnis) und die Feuerbestattung (Einäscherung von Leiche und Sarg, anschließend Beisetzung der Urne im Grab oder im Kolumbarium, See-Urnenbestattung, Naturbestattung).
Die erste Phase reicht von der ersten Kontaktaufnahme des Bestatters im Todesfall bis zur Aufbahrung des Verstorbenen. Dazu gehören gegebenenfalls das Auffinden und Bergen und nach Ausstellen des Totenscheins durch den Arzt die Überführung des Toten aus der Wohnung, vom Senioren- oder Pflegeheim, aus dem Krankenhaus oder vom Unfallort in das Bestattungsinstitut. Dort schließen sich die hygienische Totenversorgung, die Pflege des Leichnams und gegebenenfalls eine Thanatopraxie an. Nach der Entscheidung der Angehörigen über Einkleidung (eigene Kleidung oder Totenwäsche des Instituts), Wahl des Sarges oder der Überurne und der Dekoration (Sargschmuck, Blumengebinde, Kränze, Grüngewächse) erfolgen Einkleidung und Einbettung bzw. Einsargung der Leiche, die offene oder geschlossene Aufbahrung im Abschiedsraum des Instituts, in der Leichenhalle auf dem Friedhof oder in der Kirche mit einer entsprechenden Überführung. Zu den Aufgaben des Bestatters gehört – nach Absprache mit den Hinterbliebenen – die Kontaktaufnahme mit dem Standesamt wegen der Sterbeurkunde, mit dem Träger des Friedhofs wegen der Grabstelle, mit dem Geistlichen oder mit dem Trauerredner wegen der Trauerfeier und die Beauftragung der Todesanzeige in der Presse und die Veranlassung des Drucks von Trauerbrief, Totenzettel und Partezettel. Textvorschläge hält der Bestatter hierfür bereit und berät die Hinterbliebenen bei der Auswahl geeigneter Texte. Durch die Veröffentlichung des Todesfalles kann kondoliert werden, und aus dem Todesfall wird ein persönlicher Trauerfall.
Die zweite Phase ist die Trauer- und Beisetzungsphase selbst. Beim Trauergottesdienst oder der weltlichen Trauerfeier in der Kirche, auf dem Friedhof oder in den Räumlichkeiten des Bestatters wirken je nach Vereinbarung Geistliche oder Trauerredner, Organisten oder andere Musiker mit. Es schließt sich die Grablegung oder spätere Urnenbeisetzung an. Der Bestatter arrangiert den Schmuck der Räumlichkeiten und der Grabstelle, sorgt für Sargträger und den Transport von Trauerkränzen und stellt, wenn gewünscht, ein Kondolenzbuch und Blumen für den Abschied der Trauergäste am Grab bereit.

## Image

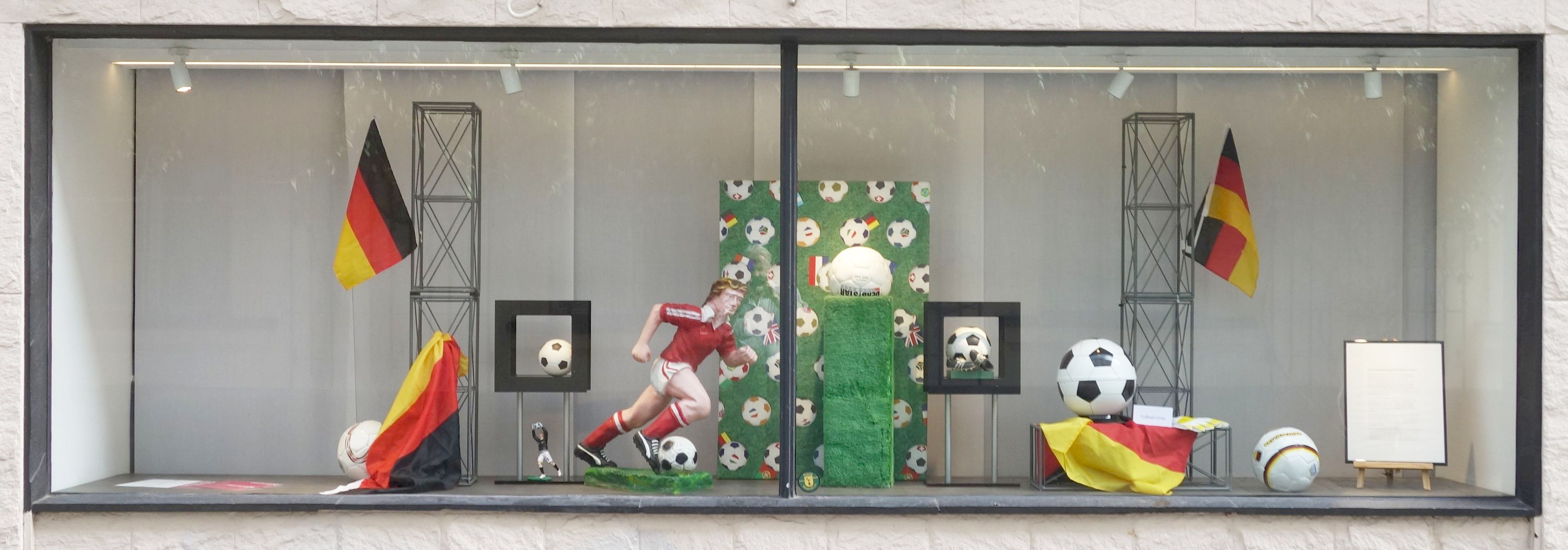
Dekoration zur Fußball-Europameisterschaft 2024 im Bestattungshaus Carl Salm in Düsseldorf (gegründet 1845)

Das alte Image des Bestatters mit der Leichenbittermiene gilt als nicht mehr zeitgemäß. Die Ambivalenz besteht darin, dass seine Dienstleistung in Anspruch genommen wird, man ihn selbst aber eher meidet. Wie der Arzt und der Pfarrer wird auch der Bestatter bei seiner Berufsausübung mit einem Übermaß von Gefühlen von Seiten betroffener Menschen konfrontiert. Man spricht bei diesen Berufen auch von „Krisenagenten“.
Das Ansehen des Bestatters in der Großstadt mit einer ausgesprochenen Wettbewerbssituation gegenüber anderen Anbietern ist ein anderes als das auf dem Lande oder in der Kleinstadt. Wo er seinem eigentlichen Beruf als Tischler, Gärtner oder Steinmetz nachgeht, tritt er nur als so genannter „Auch-Bestatter“ in Erscheinung. Der Bestatter versteht sich in der Regel jedoch nicht nur als Sarglieferant und Organisator von Leichentransport und Beisetzung, sondern agiert auch im emotionalen Bereich. Indem Bestatter ständig Angehörige bei der Formulierung von Todesanzeigen beraten, bestimmen sie kontinuierlich und wirkungsvoll mit, welche Vorstellungen in der Gesellschaft mit dem Tod verknüpft werden.
Obgleich der Pfarrer bei der Amtshandlung einer kirchlichen Bestattung dem Bestatter regelmäßig auf dem Friedhof oder im Bestattungsinstitut begegnet, wurde der Bestatter von ihm lange Zeit überhaupt nicht persönlich wahrgenommen. Bis Ende der 1960er Jahre kam der Begriff „Bestatter“ in der gesamten praktisch-theologischen Literatur der Pfarrerausbildung überhaupt nicht vor, lediglich der der Bestattung, obwohl zu dem Zeitpunkt die Kirche im Bereich der Bestattungen noch dominierend war. Yorick Spiegel beobachtete eine Reihe von Rollenkonflikten zwischen Bestattern und Pfarrern, nicht zuletzt auch hervorgerufen durch das höhere Maß sozialer Anerkennung, das Pfarrer gegenüber Bestattern genießen.

## Branchenstruktur
In Deutschland ist der Beruf des Bestatters frei und ungeregelt. Er kann ohne Ausbildung oder Prüfung ausgeübt werden. Erforderlich sind lediglich ein Gewerbeschein und die Beachtung des Bestattungsgesetzes, des Grabnutzungsrechts sowie der geltenden Friedhofsordnungen der Kommunen und Kirchengemeinden als Träger von Friedhöfen. Seit 2003 gibt es den bundeseinheitlichen Ausbildungsberuf zur Bestattungsfachkraft, seit 2005 das Bundesausbildungszentrum der Bestatter mit einem eigenen Lehrfriedhof in Münnerstadt in Unterfranken.
In Deutschland sind (Stand: 30. Juni 2012) 5.244 registrierte Bestattungsunternehmen mit einem Umsatz einschließlich der Friedhöfe und Krematorien von ca. 16 Milliarden Euro tätig. Von diesen gehören 3.002 dem Bundesverband Deutscher Bestatter e. V. an, einem Zusammenschluss der Landesverbände und Landesinnungen des Bestattungsgewerbes. Der Fachverlag des deutschen Bestattungsgewerbes gibt monatlich die Zeitschrift bestattungskultur, das Magazin des Bundesverbandes Deutscher Bestatter e. V. heraus.